# كاسبرسكي سيف كيدز
كاسبرسكي سيف كيدز (بالإنجليزية: Kaspersky safe Kids)‏ هو أحد أدوات الرقابة الأبوية التي تأتي في متناول اليدين من شركة كاسبر سكي، حتي يتمكن الأولياء من مراقبة نشاط أطفالهم أثناء جلوسهم علي الحاسوب لتصفح الإنترنت، والشيء المميز في البرنامج أنه يقوم بتصفية عمليات البحث ومنع الأطفال من الوصول إلى مواقع ويب معينة غير مناسبة لهم، وفي نفس الوقت يترك لهم المجال للانتقال إلى أي صفحة ويب، مع العلم أن الآباء سيكتشفون ذلك من خلال تقارير المراقبة، لهذا عندما يعلم الطفل أنه مراقب في هذه الحالة لن يتجرأ علي زيارة المواقع غير اللائقة، مما يعزز الإخلاص والتواصل بين الأطفال وأوليائهم ويوفر حو من الراحة والثقة، يستخدم موارد معتدلة من المعالج والذاكرة العشوائية.